# Sira (Noruega)
Sira es una localidad de la provincia de Agder en la región de Vestlandet, Noruega. A 1 de enero de 2017 tenía una población estimada de 623 habitantes.
Se encuentra ubicada al sur del país, próxima a la costa del estrecho Skagerrak (mar del Norte).  